# Бери
Бе́ри (англ. Bury) — город на западе Англии в графстве Большой Манчестер, административный центр одноимённого метрополитенского района (боро).

## География
Город расположен в церемониальном и метропольном графстве Большой Манчестер на реке Ирвелл, в 8,9 км к востоку от Болтона, в 9,5 км к западу — юго-западу от Рочдейла, и в 12,7 км к северо-северо-западу от города Манчестера. Бери является центром административного района Бери (Metropolitan Borough of Bury) и самым большим населенным пунктом этого района. Население Бери составляет 70 540 человек.
Исторически часть Ланкашира, Бери появился как город-завод: во время индустриальной революции здесь были заложены текстильные мануфактуры. Особую известность Бери в Англии и далеко за её пределами приносит его открытый рынок — Бери-рынок (Bury-Market), и его популярность возросла после введения в строй современной трамвайно-легкорельсовой системы Manchester Metrolink, которая идёт в Бери из Манчестера. Рынок Бери известен таким традиционным блюдом как кровяная колбаса, подаваемым как в холодном, так и горячем виде, в качестве отдельного блюда (например, как закуска к пиву) и совместно с другими кулинарными изысками.
Одним из самых известных жителей Бери был сэр Роберт Пиль, премьер-министр Соединенного Королевства и основатель Департамента лондонской полиции. Памятник Пилю предваряет вход в городскую ратушу Бери (на фото).
В настоящее время Бери переживает большую перестройку центра города согласно плану реконструкции «The Rock Triangle Development», в соответствии с которым город должен выйти на новые, еще более высокие рубежи в жилищном хозяйстве, оптовой и розничной торговле, туризме.

### Население[1]
Динамика численности населения города по годам:
| 2001   | 2011   | 2019   |
| ------ | ------ | ------ |
| 70 540 | 77 211 | 80 300 |

| Этнический состав | Этнический состав | Этнический состав | Этнический состав | Этнический состав |
| ----------------- | ----------------- | ----------------- | ----------------- | ----------------- |
| белые             |                   |                   | 95,1 %            |                   |
| азиаты            |                   |                   | 11,29 %           |                   |
| чёрные            |                   |                   | 0,98 %            |                   |
| арабы             |                   |                   | 0,28 %            |                   |
| цветные           |                   |                   | 1.85 %            |                   |
| другие            |                   |                   | 0,33 %            |                   |

| Конфессиональный состав | Конфессиональный состав | Конфессиональный состав | Конфессиональный состав | Конфессиональный состав |
|                         |                         |                         | Процент                 |                         |
| ----------------------- | ----------------------- | ----------------------- | ----------------------- | ----------------------- |
| христиане               |                         |                         | 71,63 %                 |                         |
| ислам                   |                         |                         | 10,18 %                 |                         |
| индуизм                 |                         |                         | 0,37 %                  |                         |
| сикхизм                 |                         |                         | 0,11 %                  |                         |
| иудаизм                 |                         |                         | 1,48 %                  |                         |
| буддизм                 |                         |                         | 0,22 %                  |                         |
| др.религии              |                         |                         | 0,25 %                  |                         |
| атеисты                 |                         |                         | 19,32 %                 |                         |

## Ранняя история и История названия
Название Бери (англ. Bury, ранее также Buri и Byri) происходит из старого английского слова, означающего замок, цитадель или форт, то есть раннюю форму современного английского borough, нынче часто встречающегося в окончаниях названий английских городков.
Город Бери был заложен вокруг старинного рыночного места, но есть и более ранние свидетельства происхождения города, относящиеся к римской оккупации. Так, в местном краеведческом Музее Бери в экспозиции представлена ваза римского происхождения, усыпанная бронзовыми монетами небольшого размера, датированными 253—282 годами нашей эры. Эта находка была обнаружена немного севернее того места, где нынче располагается Центр города Бери.
Конечно, наиболее известным и популярным у туристов и гостей города зданием является Замок Бери — хорошо укрепленный поместный дом. Замок был возведен в 1469 году сэром Томасом Пилкингтоном, лордом поместий Пилкингтон и Бери, полноправным членом дворянства Ланкашира. Расположение Замка было очень выгодно в защитных целях: он располагался на крутом склоне долины реки Ирвелл. За время своего правления Пилкингтоны унаследовали и окружающие поместья от семьи Де Бери (англ. de Bury).
В наши дни Замок Бери является уникальным центром археологических раскопок. Не так давно археологи пришли к заключению, что на месте современного Замка существует и более ранняя версия поместного дома. Так, археологические раскопки в 2000 году привели к тому, что были обнаружены стены Старого замка, которые нынче находятся на территории Замка внутри современных стен.

## Образование
В городе и округе существует несколько крупных учебных заведений.
- Колледжи
  - Колледж Бери (англ. Bury College, прежнее название Bury Technical College and Peel Sixth Form College);
  - Средняя школа Бери (англ. Bury Grammar School), известна с 1634 года;
  - Холи Кросс Колледж (англ. Holy Cross College, прежде носил название Средняя школа женского монастыря Бери (англ. Bury Convent Grammar School), в 2007 году занял 7-е место среди всех колледжей Англии;
- Учебные заведения, расположенные в окрестностях Бери
  - Средняя школа Большого Дуба (англ. Broad Oak High School);
  - Средняя школа при англиканской церкви Бери (англ. Bury Church of England High School);
  - Средняя школа Бери (независимая) (англ. Bury Grammar School (Independent));
  - Средняя школа Дерби (англ. Derby High School);
  - Средняя школа Эльтона (англ. Elton High School);
  - Средняя школа Св. Габриэля (англ. St. Gabriel's High School)

В Бери также существует мусульманское медресе, носящее имя Darul Uloom Al-Arabiyyah Al-Islamiyyah.

## Спорт
В городе существовал городской футбольный клуб Бери (англ. Bury FC), созданный в 1885 году и потерявший профессиональный статус 28 августа 2019 года. В сезоне 2019/20 должен был выступать в Первой лиге, третьем по значимости футбольном турнире Англии, но из-за долгов и ужасного финансового положения клуб был исключен из футбольной лиги Англии и лишен профессионального статуса. Наибольших успехов клуб добился на стыке XIX—XX веков, когда игроки клуба стали обладателями Кубка Англии. Тогда, в 1900-м и 1903 годах соответственно, были биты такие команды, как Ливерпуль и Дерби Каунти. Причем последние пали с сокрушительным счетом 6-0. Этот результат до сих пор является рекордом для финалов Кубка.
Легендами клуба разных лет являются:
- Крэйг Мэдден
- Генри Кокберн
- Невилл Саутолл
- Дин Кили
- Ли Диксон
- Колин Белл
- Терри Макдермотт
- Алек Линдси
- Тревор Росс
- Джон Макгрэт

## Города-побратимы
- Ангулем, Франция
- Вудбери[вд], США
- Датун, Китай
- Тюль, Франция
- Шорндорф, Германия

## Известные уроженцы и жители
- Джеймс Бэйтман (1811—1897) — британский ботаник, садовод, коллекционер и специалист по орхидеям, один из первых разработчиков культуры орхидей.
- Иан Гривз (1932—2009) — английский футболист и тренер.
- Энди Горам (род. 1964) — шотландский футболист и тренер.
- Мэтт Холланд (род. 1974) — ирландский футболист.
- Гари Невилл (род. 1975) — английский футболист.
- Фил Невилл (род. 1977) — английский футболист и тренер.
- Элизабет Чедвик (род. 1957) — английская писательница.
- Джейн Дэнсон (род. 1976) — американская актриса.
- Джемма Аткинсон (род. 1984) — британская модель и актриса.
- Дженни Макэлпин (род.1984) — английская актриса и комедиантка.
- Фил Лестер (род. 1987) — английский видеоблогер и ведущий BBC Radio.